# ГСЗСЗ Независност
Грански синдикат здравства и социјалне заштите „Независност“ Србије (ГСЗСЗ „Независност") који делује при Уједињеним Гранским Синдикатима „Независност“ настао је 1996. године - регистрован 25. маја 1997. године, у Нишу, и сада делује на територији целе Србије. Један је од три репрезентативна синдиката у здравству Србије. Званично признат као невладина организација, где као такав а преко међународних асоцијација синдиката јавних служби има приступ међународним организацијама као што су Међународна организација рада и Уједињене нације.
Задатак ове организације је борба за људска права, едукација запослених по питању правних норми и начела, борба против криминализације у здравству и све шта је обавеза јаког независног синдиката. Убрзо је ова организација нарасла у највећи независни синдикат здравствених радника у Србији. Сталним штрајковима и протестима врше се притисци на власт. Обавља се едукација чланства, а по питању основних људских права загарантованих Уставом СРЈ и у сарадњи са централом Уједињених Гранских Синдиката „Независност“ НВО, разним демократским форумима. До петооктобарских промена то је основни задатак синдиката.
Чланица је ПСИ и Европске конфедерације синдиката јавних служби.

## Активности

### 2014
Београд, 15.5.2014. године
Саопштење дато састанку одржаном 13.05.2014. године, репрезентативни синдикати у области здравства на нивоу Републике Србије: Синдикат запослених у здравству и социјалној заштити Србије, Синдикат медицинских сестара и техничара Србије, Грански синдикат здравства и социјалне заштите „Независност”и Синдикат лекара и фармацеута Србије донели су одлуку о заједничком предузимању даљих активности поводом најављених мера Владе Републике Србије о смањењу плата, увођењу платних разреда, доношењу Закона о изменама и допунама закона о раду, солидарног пореза
Београд, 16.1.2014. године
Штрајк упозорења 23.јануара. Незадовољни због непоштовања ставова и захтева радника Србије, Савез самосталних синдиката Србије и Уједињени грански синдикати „Независност“

### 2013
Београд, 8.11.2013. године
Ha основу члана 263. став 2. Закона о раду („Службени гласник PC”, бр. 24/05, 61/05, 54/09 и 32/13), Репрезентативни синдикати у области здравства на нивоу Републике Србије: Синдикат запослених у здравству и социјалној заштити Србије, Синдикат медицинских сестара и техничара Србије и Грански синдикат здравства и социјалне заштите „Независност ’ и Влада, 31. окгобра 2013. године, закључују СПОРАЗУМ